# Акурейрі (футбольний клуб)
«KA Акурейрі» (ісл. Knattspyrnufélag Akureyrar) — ісландський футбольний клуб із однойменного міста, заснований 1928 року. Виступає у найвищій лізі чемпіонату Ісландії.. Найбільшим досягненням клубу є чемпіонство 1989 року.
Окрім футбольної секції, в клубі функціонують секції гандболу та дзюдо. Принциповим суперником клубу є інший клуб із Акурейрі «Тор». 2006 року ці два клуби об'єднали свої гандбольні команди в одну, під назвою ГК «Акурейрі».
Наразі команда грає на муніципальному стадіоні, проте невдовзі планує перебратися на новий Nývangur (Новий стадіон).

## Досягнення
Чемпіонат Ісландії
- Чемпіон (1): 1989

Кубок Ісландії
- Володар кубка (1) — 2024.

Суперкубок Ісландії
- Володар кубка (1): 1990.